# Linia kolejowa Szepetówka – Juśkowce
Linia kolejowa Szepetówka – Juśkowce – linia kolejowa na Ukrainie łącząca stację Szepetówka Podolska z przystankiem Juśkowce. Zarządzana jest przez dyrekcję koziatyńską Kolei Południowo-Zachodniej (oddział ukraińskich kolei państwowych). Jest to część linii Szepetówka – Tarnopol.
Znajduje się w obwodach chmielnickim i tarnopolskim. Linia na całej długości jest jednotorowa i niezelektryfikowana.

## Historia
Linia powstała podczas I wojny światowej jako przedłużenie ślepej, austro-węgierskiej linii Tarnopol – Zbaraż do stacji węzłowej Szepetówka, na terytorium Rosji. Po wojnie leżała w Związku Sowieckim, z wyjątkiem przystanku Juśkowce, który do 1945 położony był w Polsce. Od 1991 znajduje się na Ukrainie.